# Li Kochman
Li Kochman (n. 18 aprilie 1995) este un judocan ce a reprezentat Israel, medaliat olimpic. A participat la o ediție a Jocurilor Olimpice (2020) în care a câștigat o medalie de bronz.